# Candler-McAfee
Candler-McAfee es un lugar designado por el censo ubicado en el condado de DeKalb en el estado estadounidense de Georgia. En el censo de 2000, su población era de 28.294.

## Geografía
Candler-McAfee se encuentra ubicado en las coordenadas 33°43′38″N 84°16′29″O / 33.72722, -84.27472 (33.727306, -84.274771). Según la Oficina del Censo, la localidad tiene un área total de 18,1 km² (7 mi²), de la cual 18,1 km² (7 mi²) es tierra y 0 km² (0 mi²) (0%) es agua.

## Demografía
Según la Oficina del Censo en 2000 los ingresos medios por hogar en la localidad eran de $38,152, y los ingresos medios por familia eran $40,368. Los hombres tenían unos ingresos medios de $30,218 frente a los  $25,887 para las mujeres. La renta per cápita para la localidad era de $15,092. 